# 董炳章
董炳章，字星台，號仲奎，贵州修文人，清朝官员，同進士出身。

## 生平
道光二十五年（1845年）太后七旬乙巳恩科進士，三甲九十六名，后官四川知縣。